# Basedow (Meklemburgia-Pomorze Przednie)
Basedow – miejscowość i gmina w Niemczech,  w kraju związkowym Meklemburgia-Pomorze Przednie, w powiecie Mecklenburgische Seenplatte, wchodząca w skład Związku Gmin Malchin am Kummerower See.
Dzielnice: Basedow-Höhe, Gessin, Seedorf i Stöckersoll.

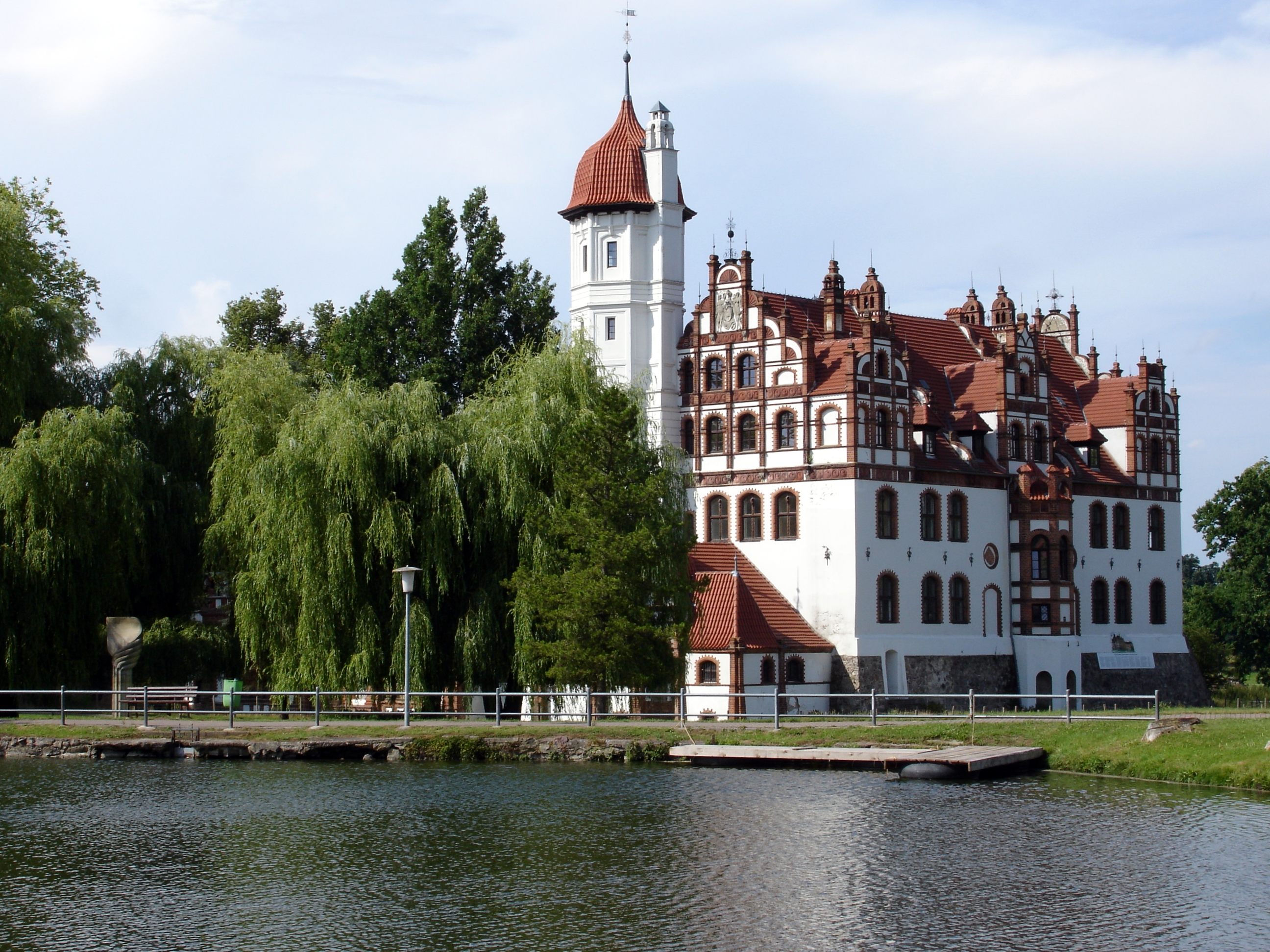
Zamek rycerski rodu „von Hahn“ w Basedow